# Jan (biskup czernihowski)
Jan – biskup czernihowski i briański.
Wyświęcony na biskupa w 1335, sprawował urząd co najmniej do 1345. Dalsze informacje o jego życiu i działalności nie przetrwały.